# Lisa Tilling
Elisabeth (Lisa) Angela Tilling, född 5 november 1963 i Huddinge församling, är en svensk sångerska, körledare och programledare i radio. Hon är bosatt i Östra Ryd i Söderköpings kommun.
Lisa Tilling har i flera decennier varit verksam inom radio som programledare och producent. Hon har gjort program som "Opp, Amaryllis", "Nattens musikradio", "Entré" och "Karlavagnen" i riksradion samt även lokala program vid Sveriges Radio Östergötland.
Hon är dotter till tonsättaren Lars Tilling och Ines Tilling samt äldre syster till låtskrivaren Erik Tilling och halvsyster till Daniel Tilling. Hennes farfar är Albin Tilling och morfar Johannes Lorenzsonn.